# Ubisoft Leamington
Ubisoft Leamington (FreeStyleGames Limited hasta 2017) es un estudio desarrollador de videojuegos británico con sede en Leamington Spa, Inglaterra. Fundado en noviembre de 2002 por 6 veteranos de la industria, el estudio fue comprado por Activision en septiembre de 2008. En enero de 2017, Ubisoft adquirió el estudio y lo rebautizó con el nombre de Ubisoft Leamington. Ubisoft Leamington es conocido por ser uno de los desarrolladores de Tom Clancy's The Division, Starlink: Battle for Atlas y Watch Dogs: Legion'. El estudio trabaja en estrecha colaboración con su estudio hermano, Ubisoft Reflections.

## Historia

### Primeros años (2002-2008)
FreeStyleGames fue fundada el 29 de noviembre de 2002 por Alex Darby, David Obsourn, Phil Hindle y Jamie Jackson, anteriormente empleados de Codemasters, y Alex Zoro y Jonny Ambrose, anteriormente de Rare.
Su primer título, B-Boy, un juego de Break dance competitivo, fue publicado y distribuido por Sony Interactive Entertainment en Europa en 2006, y publicado por Evolved Games y distribuido por SouthPeak Games en Norteamérica en 2008. B-Boy cuenta con Crazy Legs de la Rock Steady Crew, así como muchos otros conocidos b-boys de todo el mundo. Ganó el premio de IGN en mayo de 2006 al mejor juego de música para PlayStation Portable.

### Como parte de Activision (2008-2017)
El 12 de septiembre de 2008, FreeStyleGames fue adquirido por Activision por una suma no revelada, tras un período de cooperación comercial, principalmente de contenido descargable localizado para la serie Guitar Hero.
El primer juego que el estudio desarrolló bajo la propiedad de Activision fue DJ Hero en 2009, una secuela de la serie Guitar Hero, en el que los jugadores utilizaban un controlador basado en una plataforma giratoria para imitar las acciones de un Disc-jockey a través de numerosas canciones. El título fue considerado un éxito, y completaron DJ Hero 2 al año siguiente, aunque por esa época, el género de juegos rítmicos estaba sufriendo un exceso de lanzamientos y estaba en declive, y Activision había decidido poner fin a la producción de cualquier título de Guitar Hero. El estudio tuvo que despedir a algunos empleados durante este tiempo, pero todavía se encontraba en una buena situación financiera con el éxito de Sing Party en 2012. Cuando el desarrollo de Sing Party estaba terminando, Activision se acercó a FreeStyleGames para que considerara cómo reinventar la franquicia de Guitar Hero. FreeStyleGames desarrolló un nuevo controlador de guitarra atípico de los que se habían creado hasta ese momento, y diseñó un enfoque diferente para presentar el juego a los jugadores a través de un video de movimiento completo en primera persona. Este trabajo culminó con Guitar Hero Live en 2015, el primer nuevo título de Guitar Hero para la consolas de octava generación.
Aunque Guitar Hero Live fue elogiado por la crítica, no tuvo ventas significativas, por debajo de las proyecciones que tenía Activision con el título. El 1 de abril de 2016, se anunció el despido de unos 50 empleados en el marco de una reorganización interna de Activision. Los fundadores Jackson y Osbourn optaron por abandonar el estudio en ese momento, decepcionados por el trato que recibió el estudio cuando el juego no tuvo el suficiente éxito financiero para Activision, y junto con 2 de los empleados despedidos, Jonathan Napier y Gareth Morrison, formaron un nuevo estudio, Slingshot Cartel. Este estudio se dedicaba al desarrollo de juegos en un proceso más parecido al cinematográfico, algo que el estudio tuvo que hacer durante el desarrollo de Guitar Hero Live, que parece que puede agilizar mejor el proceso y reducir los costes de producción.

### Como Ubisoft Leamington (2017-presente)
El 18 de enero de 2017, Ubisoft adquirió el estudio de Activision y lo rebautizó con el nombre de Ubisoft Leamington, haciendo referencia a su ubicación en Royal Leamington Spa, Inglaterra. Bajo este nuevo propietario, Ubisoft Leamington trabaja en títulos AAA, en estrecha colaboración con su estudio hermano Ubisoft Reflections, con sede en Newcastle upon Tyne, Inglaterra.
A principios de 2017, el estudio comenzó a colaborar en el contenido post-lanzamiento de Tom Clancy's The Division, un juego de disparos táctico y rol de acción, desarrollado por Massive Entertainment junto a otros 3 estudios de Ubisoft, lanzado en marzo de 2016. El juego fue un éxito crítico y comercial, vendiendo más copias en sus primeras 24 horas que cualquier otro juego en la historia de Ubisoft, la mejor primera semana para una nueva franquicia, generando más de 330 millones de dólares en sus primeros 5 días. El 15 de marzo de 2019 salió a la venta Tom Clancy's The Division 2, la secuela del juego original, el cual superó los récord de evaluaciones en Metacritic respecto al primer juego. Este título desarrollado por Massive Entertainment tuvo la colaboración de Ubisoft Leamington y otros 6 estudios de Ubisoft.
El estudio estuvo involucrado en el desarrollo de Starlink: Battle for Atlas junto a Ubisoft Toronto, un juego de acción-aventura lanzado en octubre de 2018. El título recibió críticas positivas según Metacritic y fue nominado a 9 premios, entre ellos el mejor juego de Nintendo Switch.

## Juegos desarrollados
| Año  | Título                         | Plataformas                                                                                            |
| ---- | ------------------------------ | --- |
| 2006 | B-Boy                          | PlayStation 2, PlayStation Portable                                                                    |
| 2007 | Buzz! Junior: Monster Rumble   | PlayStation 2                                                                                          |
| 2007 | Buzz! Junior: Robo Jam         | PlayStation 2                                                                                          |
| 2009 | DJ Hero                        | PlayStation 2, PlayStation 3, Wii, Xbox 360                                                            |
| 2010 | DJ Hero 2                      | PlayStation 3, Wii, Xbox 360                                                                           |
| 2012 | Sing Party                     | Wii U                                                                                                  |
| 2013 | Call of Duty: Ghosts           | Microsoft Windows, PlayStation 3, PlayStation 4, Wii U, Xbox 360, Xbox One                             |
| 2013 | Call of Duty: Strike Team      | Android, IOS                                                                                           |
| 2015 | Guitar Hero Live               | IOS, PlayStation 3, PlayStation 4, tvOS, Wii U, Xbox 360, Xbox One                                     |
| 2015 | Skylanders: Battlecast         | Android, IOS                                                                                           |
| 2016 | Call of Duty: Infinite Warfare | Microsoft Windows, PlayStation 4, Xbox One                                                             |
| 2016 | Tom Clancy's The Division      | Microsoft Windows, PlayStation 4, Xbox One                                                             |
| 2018 | Starlink: Battle for Atlas     | PlayStation 4, Xbox One, Nintendo Switch                                                               |
| 2019 | Starlink: Battle for Atlas     | Microsoft Windows                                                                                      |
| 2019 | Tom Clancy's The Division 2    | Microsoft Windows, PlayStation 4, Xbox One, Google Stadia                                              |
| 2020 | Watch Dogs: Legion             | Microsoft Windows, PlayStation 4, PlayStation 5, Xbox One, Xbox Series X/S, Google Stadia, Amazon Luna |